# Мкртчян Артур Азатович
Артур Азатович Мкртчян (вірм. Արթուր Ազատի Մկրտչյան; нар. 9 вересня 1973, Єреван, Вірменська РСР) — радянський та вірменський футболіст, захисник. На даний час перебуває у складі тренерського штабу єреванського «Пюніка» на посаді асистента головного тренера.

## Клубна кар'єра
Футбольну кар'єру розпочав 1991 року в «Наїрі» (Єреван), який виступав у Другій нижчій лізі СРСР. У 1992 році у складі вище вказаної команди стартував вже в Вищій лізі Вірменії. У 1995 році перейшов до єреванського «Оменетмену», однак у тому ж році перейшов до першолігового «Пюніка». У сезоні 1995 року допоміг команди вийти до Вищої ліги, а в сезоні 1996/97 років разом з «Пюніком» став чемпіоном Вірменії. 
У 1998 році став гравцем клубу Вищої ліги Росії «Торпедо» (Москва). По завершенні сезону 1998 року перейшов до іншого вищолігового клубу Росії, «Крила Рад» (Самара). У вище вказаній команді провів сезон 1999 року, а потім повернувся до Вірменії, де в 2000 році грав за «Міку» (Арташак) і «Аракс» (Арарат), з якими виграв чемпіонат Вірменії.
У 2001–2004 роках Мкртчян грав у єреванському «Пюніку», з яким тричі вигравав чемпіонат Вірменії (2001, 2002, 2003) та один (2002) Кубок Вірменії. У 2004 році перейшов до білоруського клубу «Дарида» (Мінський район), у складі якого того ж року завершив кар'єру футболіста.

## Кар'єра в збірній
У футболці національної збірної Вірменії дебютував 20 червня 1996 року в програному (0:4) виїзному товариському поєдинку проти Перу. З 1996 по 2004 рік у складі національної команди зіграв 25 матчів.

## Статистика виступів у збірній
| національна збірна Вірменії | національна збірна Вірменії | національна збірна Вірменії |
| Рік                         | Матчі                       | Голи                        |
| --------------------------- | --------------------------- | --------------------------- |
| 1996                        | 2                           | 0                           |
| 1997                        | 0                           | 0                           |
| 1998                        | 2                           | 0                           |
| 1999                        | 9                           | 0                           |
| 2000                        | 3                           | 0                           |
| 2001                        | 2                           | 0                           |
| 2002                        | 2                           | 0                           |
| 2003                        | 2                           | 0                           |
| 2004                        | 3                           | 0                           |
| Загалом                     | 25                          | 0                           |

## Досягнення

### Як гравця
«Кілікія»
- Прем'єр-ліга Вірменії
  -  Чемпіон (2): 1995/96, 1996/97

- Кубок Вірменії
  -  Володар (1): 1995/96
  -  Фіналіст (1): 1996/97

- Суперкубок Вірменії
  -  Володар (1): 1997

«Пюнік»
- Прем'єр-ліга Вірменії
  -  Чемпіон (4): 2001, 2002, 2003, 2004

- Кубок Вірменії
  -  Володар (2): 2002, 2004

- Суперкубок Вірменії
  -  Володар (2): 2002, 2004

### Як тренера
«Пюнік»
- Прем'єр-ліга Вірменії
  -  Чемпіон (3): 2008, 2009, 2010

- Кубок Вірменії
  -  Володар (2): 2009, 2010

- Суперкубок Вірменії
  -  Володар (3): 2008, 2010, 2011